# شيجيمي إيشي
شيجيمي إيشي (باليابانية: (石井 茂巳) (مواليد 7 يوليو 1951)، هو لاعب كرة قدم ياباني سابق كان يلعب كمدافع. سبق له أن لعب مع منتخب اليابان.

## وصلات خارجية
- شيجيمي إيشي على موقع قاعدة بيانات كرة القدم.إي يو (الإنجليزية)
- شيجيمي إيشي على موقع ناشيونال فوتبول تيمز (الإنجليزية)

- National Football Teams
- Japan National Football Team Database